# Милов, Александр Борисович
Александр Борисович Мило́в (род. 19 января 1947 года, Рига, Латвия) – советский и латвийский авиационный инженер, учёный и предприниматель, основатель и председатель Совета директоров холдинговой компании LNK Group. В 1975 году организовал и возглавил первый в Латвии испытательный центр для натурных стендовых испытаний авиационной техники.

## Биография

### Ранние годы
Родился 19 января 1947 года в Риге, в семье адвоката Бориса Милова и его супруги Полины Шипилевской. После окончания 25-й Рижской вечерней школы в 1964 году, поступил и в 1969 году с отличием окончил Рижский Краснознаменный институт инженеров гражданской авиации (РКИИГА) по специальности «Эксплуатация самолётов и двигателей». 

### Научная работа
В 1969 году поступил в аспирантуру при кафедре инженерной механики и начал работать в Рижском отделении Государственного НИИ гражданской авиации (ГосНИИ ГА), которое в 1971 году получило статус самостоятельного подразделения ГосНИИ ГА. Занимался исследованиями прочности конструкции самолётов на должностях младшего научного сотрудника, старшего научного сотрудника, руководителя сектора.
По завершении учебы в аспирантуре в 1973 году защитил кандидатскую диссертацию по специальности «Динамика и прочность летательных аппаратов». Одним из научных руководителей этой работы был член-корреспондент Академии наук Латвийской ССР, учёный в области строительной механики самолётов, устойчивости и колебаний упругих систем Яков Гилелевич Пановко.
В 1975 году Милов возглавил возглавил отдел прочности, который под его руководством превратился в научный экспериментальный центр для натурных стендовых испытаний авиационной техники (планеров самолётов, вертолётов и их основных агрегатов).  Работал редактором Сборника научных трудов ГосНИИ ГА.
Первым объектом испытаний команды Милова стал советский широкофюзеляжный самолёт «Ил-86». 
Лаборатория Милова разрослась до сотни сотрудников. В основном это были выпускники РКИИГА, которых он готовил как преподаватель кафедры прочности. Со временем Милов организовал производство собственных испытательных стендов для многочисленных авиастроительных предприятий страны. Кооперативное движение в позднем СССР открыло для этого широкие возможности. Научный экспериментальный центр ГосНИИ ГА был преобразован в предприятие Aviatest.  
В 1992 году в рамках нострификации документов об образовании и научных степенях Латвийской Республики Милову присвоено звание доктора технических наук.

### Предпринимательство и благотворительность
В 1988 году Милов учредил научно-производственное кооперативное объединение «Латвнаучкомплекс» (латыш. Latvijas Novitātes Komplekss), которое стало первым в Советском Союзе производителем стендового испытательного оборудования, а также наладило выпуск различных машин и товаров народного потребления. Фактически уже в конце 1980-х годов многопрофильное объединение представляло собой холдинг, хотя такого слова в ту пору не знали и не употребляли в СССР. В 1991 году предприятие преобразовано в холдинговую компанию LNK Group. 
В ряде выступлений в СМИ Милов выступал с идеей новой индустриальной политики Латвии после финансового кризиса 2008—2009 годов, считая, что возрождение промышленного потенциала страны необходимо и возможно: новые рабочие места должны создавать предприниматели, а государство должно обеспечивать им благоприятные условия. В первую очередь — постоянное улучшение предпринимательской среды: стабильная налоговая система, понятные и прозрачные правила игры в законодательстве, освобождение от подоходного налога с предприятий реинвестированной в производство части прибыли, что было сделано в стране с 1 января 2018 года.

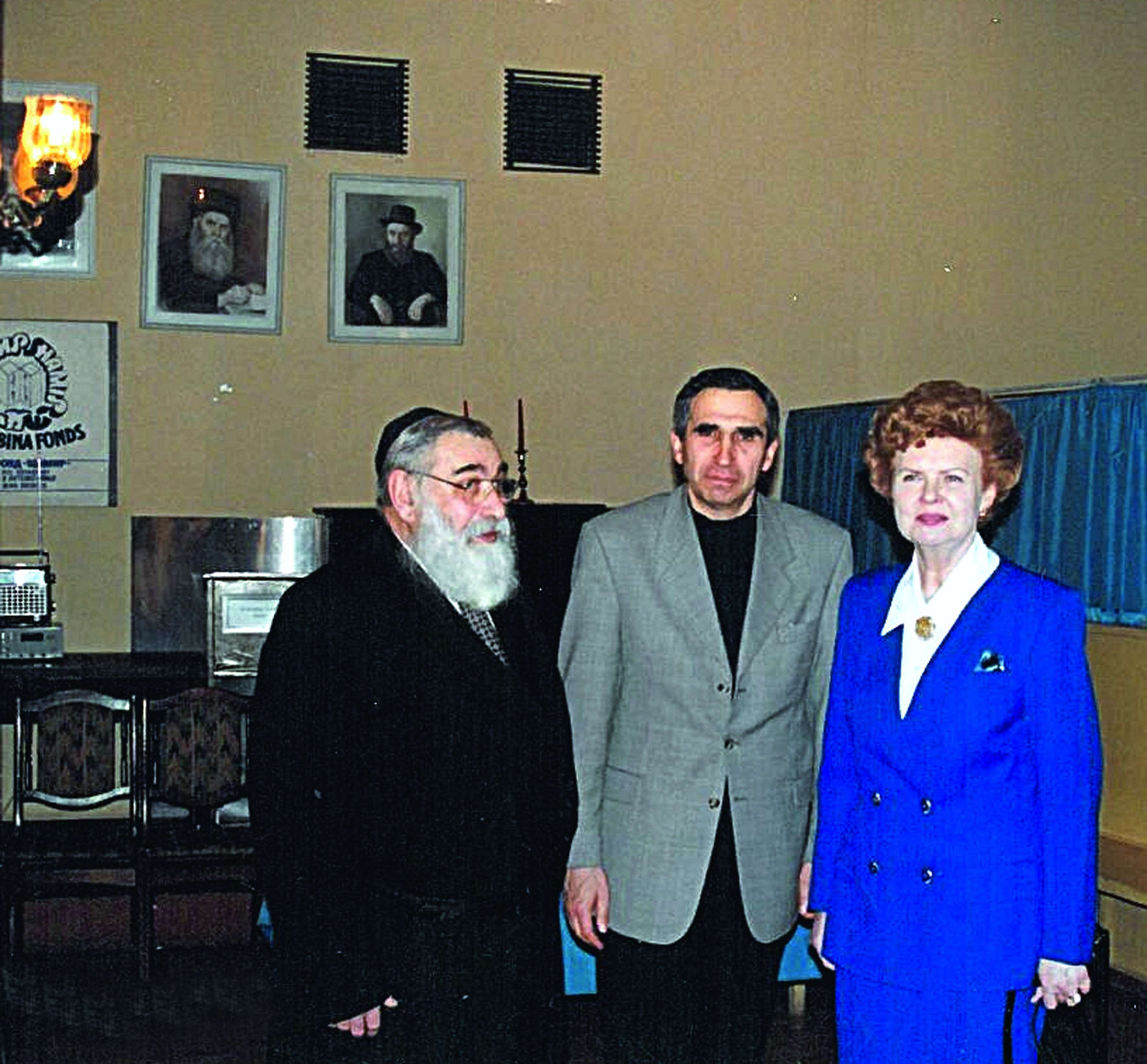
Ребе Натан Баркан и Александр Милов принимают в Рижской синагоге президента Латвии Вайру Вике-Фрейбергу

Александр Милов является учредителем благотворительного фонда Charity.lv, а также гарантом Рижского русского театра имени Михаила Чехова. Он принимал активное участие в работе Совета еврейских общин Латвии с момента его создания в 2003 году.
В благотворительный фонд Миловы направляют личные средства и принимают непосредственное участие в его работе, предлагая и адреса поддержки. Н. Г. Милова опекает общество больных рассеянным склерозом, помогая им посещать культурные мероприятия. Целью работы фонда в каждом проекте председатель правления LNK Group Артём Милов считает изменение ситуации так, чтобы люди сами могли дальше двигаться вперед, смогли улучшить обстоятельства своей жизни. Например, чтобы детдомовские дети нашли приёмных родителей. Благотворительный фонд также оказывает помощь сотрудникам и ветеранам LNK Group.

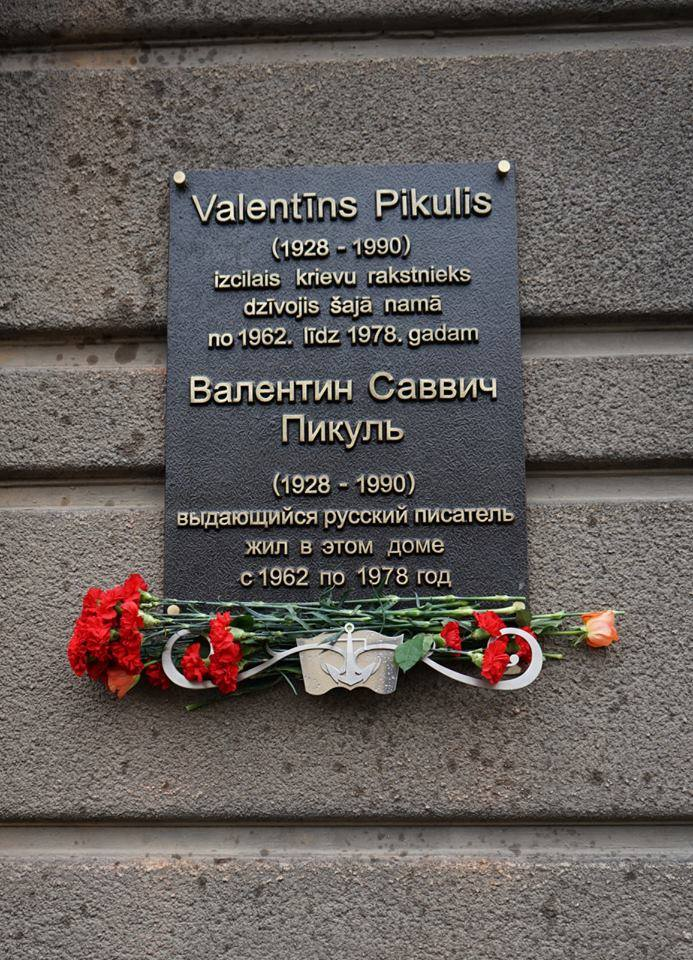
Мемориальная доска на доме, где жил и работал писатель В.Пикуль.

В 2011 году совместно с МИД РФ установил мемориальную доску Валентину Пикулю. Доска установлена на рижском доме на ул. Тербатас, 93/95, где писатель жил и работал в последние годы своей жизни.

### Семья
Женат, двое детей. Жена Милова Наталья Георгиевна — биолог, работала в научно-исследовательской лаборатории при Рижском медицинском институте под руководством профессора Рафаила Розенталя. С 1988 года помогает в предпринимательской деятельности супругу, в настоящее время занимает различные должности в Советах предприятий холдинговой компании LNK Group. В 2009 году вошла в список ста богатейших женщин Латвии на 56 месте. А. Б. Милов благодаря супруге считает себя абсолютно счастливым человеком: «Воспитание сыновей, отношения в семье, привычка к труду — это все идет от неё». Наталья Георгиевна в некоторых случаях действовала весьма решительно: поставив крест на собственной научной карьере, она освоила «денежную» профессию скорняка, чтобы стабилизировать материальное положение семьи. Ведь в советской системе Милова, беспартийного научного работника нетитульной нации, могли легко снять с работы.
Будущие супруги познакомились в очереди за билетами на рижские гастроли Театра на Таганке и творческий вечер Владимира Высоцкого, где люди дежурили ночь напролёт. С тех пор Александр и Наталья не представляют, как можно поссориться. Они неспособны вести праздный образ жизни и даже если куда-то выезжают — максимум на 10 дней. В дополнение к своей первой профессии Наталья Георгиевна уже в зрелом возрасте окончила заочно педагогический институт. Она прекрасно разбирается в литературе и искусстве.
Старший сын Вадим Милов (род. 1978 г.) окончил Технологический институт штата Нью-Джерси (США) по специальности робототехника (2001—2003), Университет имени Д. Бен-Гуриона (Израиль) по специальности мехатроника (1996—2000). Входит в Совет LNK Group.
Младший сын Артём Милов (род. 1981 г.) окончил магистерскую программу в Латвийском университете по специальности финансов (2002—2004), бакалаврскую программу в Мичиганском университете (США) по специальности финансов (1997—2001). Возглавляет правление LNK Group.
С 2014 года семья Миловых включена в рейтинг латвийского «Форбс» среди самых успешных семейных бизнесов, в 2015 году заняв в нем 3 место. В 2007 году семья входила в десятку «биржевых миллионеров» журнала «Klubs», поскольку акции одного из принадлежащих Миловым предприятий, Latvijas Tilti, котируются на бирже.

## Публикации
Милов автор и соавтором 50 научных трудов и изобретений. 
- Список публикаций А. Б. Милова  в каталоге Российской национальной библиотеки

В числе его изобретений: 
- Способ вибрационного контроля конструкций[20]
- Устройство для резонансного виброакустического контроля изделий[21]
- Способ виброакустического контроля изделий[22]
- Способ акустического контроля тонкостенных изделий[23]
- Устройства для виброакустического контроля конструкций[24][25][26][27]
- Способ виброакустического контроля несущих поверхностей летательных аппаратов[28]
- Стенд для испытания на выносливость системы выпуска-уборки шасси летательного аппарата[29]